# عوميات
العوميات أو عُكْزوليات أو دَيُتسيدى أو خنافس غواصة وفقًا لما هو مقصود من الكلمة اليونانية dytikos (δυτικός)، «القدرة على الغوص» ـــ هي الخنافس الكاسرة القادرة على الغوص، وتُصنف ضمن فصيلة الخنافس المائية (water beetle) ويبلغ متوسط طول الخنفسة المفترسة الغواصة حوالي 25 مم (بوصة واحدة) إلا إنه يوجد تفاوت كبير بين الأنواع. كما تعتبر لخنفساء المفترسة الغواصة (Dytiscus latissimus)، هي أكبر الأنواع طولاً[بحاجة لمصدر]، حيث يصل طولها إلي 45 مم. وتتميز معظم الخنافس المفترسة الغواصة باللون البني الداكن أو الأسود أو الزيتوني الداكن اللون مع وجود لون ذهبي في بعض الأسر. كما تتميز الخنفساء المفترسة الغواصة بوجود فكوك (mandible) قصيرة حادة أثناء العض تحقن على الفور الإنزيمات الهضمية. وتُعرف اليرقات (larvae) عادة باسم النمور المائية (water tigers). لم تُصنف الفصيلة بشكل شامل منذ عام 1920، ولكن تشير التقديرات إلى وجود 4.000 نوع ينبثق من 160 جنس.

## اليرقات وتطورها

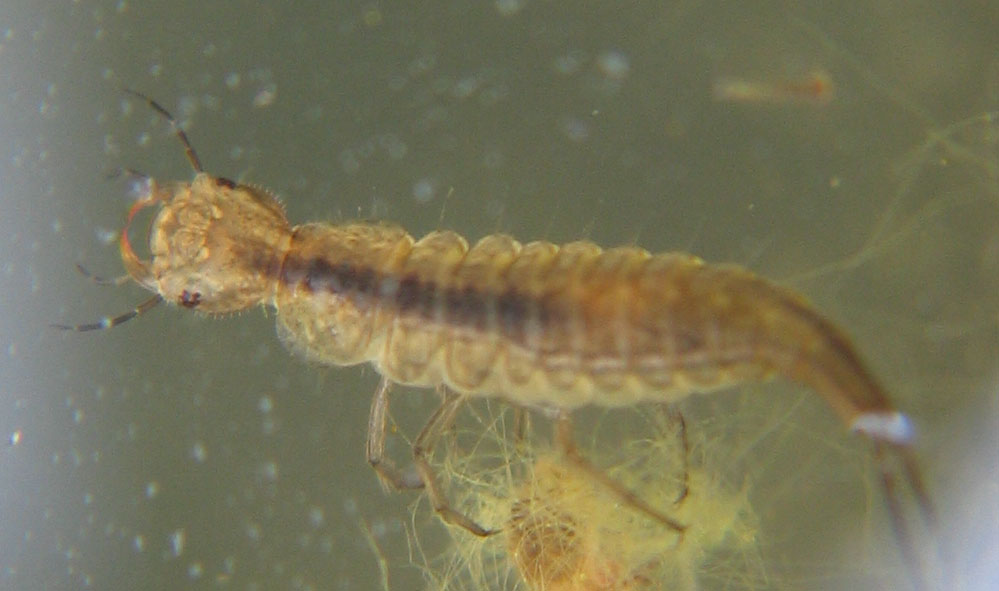
يرقة الخنفساء المفترسة الغواصة ("النمر المائي")

يتنوع طول الخنافس في مرحلة اليرقات، حيث يتراوح طولها من 1 إلى 5 سم (نصف بوصة إلى بوصتين). كما تأخذ أجسام اليرقات شكل هلال مع ذيل طويل ومغطاة بشعيرات رفيعة. كما تبرز ستة أرجل على طول الصدر، والتي تحتوي أيضًا علي شعيرات رفيعة. وتكون رأس الخنفساء المفترسة الغواصة مسطحة ومربعة، ومزودة بزوج من الفكوك الطويلة الواسعة. وتتشبث الخنفساء المفترسة الغواصة أثناء عملية الصيد بالأعشاب أو قطعة من الخشب بطول الجهة السفلية وتظل ساكنة تمامًا حتى تمر الفريسة وتندفع إلي الأمام وتمسكها وتظل بالقرب منها لكي تتغذى عليها حيث تضعها بين أرجلها الأمامية وتقوم بالعض باستخدام فكيها. كما تتغذى عادة علي فرائس مختلفة مثل الضفادع الصغيرة (tadpole) والديدان العشبية (glassworms) وغيرها من عشرات المخلوقات الصغيرة الأخرى التي تعيش في المياه.
عند وصول الخنافس إلي مرحلة البلوغ والتي تشير إلى اكتمال مرحلة النضوج الكامل، فإن اليرقة تزحف من المياه علي أرجل قوية، ومن ثم تدفن نفسها في الطين لكي تتشرنق (pupation). كما تخرج من الطين بعد حوالي أسبوع أو أكثر في بعض الأنواع كخنفساء بالغة.

## الصلاحية للأكل
تعتبر الخنافس المائية البالغة على وجه الخصوص من جنس سايبستر الصالحة للأكل. في المكسيك، تؤكل الخنافس الغواصة بعد طهيها علي الفحم وتمليحها بجانب الطبق المكسيكي التاكو (taco).وفي اليابان، يتم استخدام الخنافس اليابنية الغواصة (C. japonicus) كطعام صالح للأكل. في مقاطعة قوانغدونغ (Guangdong Province) في الصين، تصلح الأنواع السابقة بالإضافة إلي سي بنجالنسيس (C. bengalensis) وسي جوريني (C. guerini) وسي ليمباتوس (C. limbatus) وسي سوجيلاتوس (C. sugillatus) وسي تريبونكتاتوس (C. tripunctatus) والخنفساء الضخمة الغواصة (Great Diving Beetle) ديتيس مارجينشليس (Dytiscus marginalis) والصالحة أيضًا للاستهلاك البشري، ورغم التعب المحدق أثناء جمعها ونتيجة وجود ميل لآكلي اللحوم بدرجة عادية (رغم المنظر الغير مألوف) والطعم وقلة اللحم إلا أن هذا بدأ في الاندثار. وبحسب ما ورد فان الخنافس المائية تؤكل أيضًا في تايوان وتايلاند وغينيا الجديدة.
وتتميز الخنافس المائية البالغة بأنها بطيئة ومن الكائنات التي تتعايش على الأرض كما أنها ليست شرسة، وتستمتع الطيور متوسطة الحجم وغيرها من الثدييات (mammal) والحيوانات المفترسة (predator) بأكل هذه الخنافس. وعادة ما تكون اليرقات أكثر أمنًا، وذلك بسبب التمويه (camouflage) والقدرة على الهروب بواسطة إخراج المياه في شكل نافورة، بل يمكن أن يكون من الصعب جدًا القبض عليها وقد تصبح علي قمة الحيوانات المفترسة (apex predator) في الأحواض الصغيرة.

## التصنيف
يذكر التسلسل التصنيفي التالي الأسر والأجناس المصاحبة لها.
الأسرة أجابينا (Agabinae) اكتشفه طومسون عام 1867
- أغابوس (Agabus) اكتشفه ليتش عام 1817
- جامتروس (Agametrus) اكتشفه شارب عام 1882
- اندونكتس (Andonectes) اكتشفه جورجويف عام 1971
- هيدرونبريوس (Hydronebrius) اكتشفه جاكوفليف عام 1897
- هيدروتروبيس (Hydrotrupes) اكتشفه شارب عام 1882
- ايليبايوسوما (Ilybiosoma)، اكتشفه كروتش عام 1873
- ايلبيوس (Ilybius)، اكتشفه اريكسون عام 1832
- ليورونيكتس (Leuronectes)، اكتشفه شارب عام 1882
- بلاتامبوس (Platambus) ، اكتشفه طومسون عام 1859
- بلاتينيكتس (Platynectes)، اكتشفه رجيمبارت عام 1879

الأسرة كوليبيتينا (Colymbetinae)، اكتشفه اريكسون عام 1837
- انوسوميريا (Anisomeria)، اكتشفه برينك عام 1943
- جنس سينيليتس (Senilites) ، اكتشفه برينك عام 1948
- جنس كارابديتس (Carabdytes)، اكتشفه بالك، هيندريتش وويوالك عام 1992
- جنس بونتس (Bunites)، اكتشفه سبانجلر عام 1972
- جنس كوليمبتيس (Colymbetes)، اكتشفه كلاريفيلي عام 1806
- جنس هوبريوس (Hoperius)، اكتشفه فال عام 1927
- جنس ميلاديما (Meladema)، اكتشفه لابورتي عام 1835
- جنس ميلانوديتس (Melanodytes)، اكتشفه سيدليتز عام 1887
- جنس نيوسكوتوبتروس (Neoscutopterus)، اكتشفه ج. بالفور- برون عام 1943
- جنس رهانتوس (Rhantus)، اكتشفه ديجين عام 1833
- جنس روجوسوس (Rugosus)، اكتشفه جارسيا عام 2001

الأسرة كوبيلاتينا (Copelatinae)، اكتشفه براندين عام 1885
- جنس اجابوبومورفاس (Agaporomorphus)، اكتشفه زميرمان عام 1921
- جنس اجليمبوس (Aglymbus)، اكتشفه شارب عام 1882
- جنس كوبلاتوس (Copelatus)، اكتشفه اريكسون عام 1832
- جنس لاكوننيكتوس (Lacconectus)، اكتشفه موتسشلسكي عام 1855
- جنس ليوبتيروس (Liopterus)، اكتشفه ديجين عام 1833
- جنس بابوديتيس (Papuadytes)، اكتشفه بالك عام 1998

الأسرة كوبتوتمينا (Coptotominae)، اكتشفه براندين عام 1885
- جنس كوبتوتوموس (Coptotomus)، اكتشفه ساي عام 1830

الأسرة ديتيسينا (Dytiscinae)، اكتشفه ليتش عام 1815
- جنس اكيليوس (Acilius)، اكتشفه ليتش عام 1817
- جنس ايثيونيكتس (Aethionectes)، اكتشفه شارب عام 1882
- جنس اوستروديتس (Austrodytes) , اكتشفه واتس عام 1978
- جنس كيبيستر (Cybister)، اكتشفه كرتيس عام 1827
- جنس ديتسكوس (Dytiscus)، اكتشفه لينانيس عام 1758
- جنس ايريتس (Eretes)، اكتشفه لابورت عام 1833
- جنس جرافوديروس (Graphoderus)، اكتشفه ديجين عام 1833
- جنس هيداتيكوس (Hydaticus)، اكتشفه ليتش عام 1817
- جنس هيدروديس (Hyderodes)، اكتشفه هوب عام 1838
- جنس ميجاديتس (Megadytes)، اكتشفه شارب عام 1882
- جنس ميوديتيسكوس (Miodytiscus)، اكتشفه ويكهام عام 1911
- جنس نوتاتيكوس (Notaticus)، اكتشفه زيميرمان عام 1928
- جنس اونيشوهيدروس (Onychohydrus)، اكتشفه سكام ووايت عام 1847
- جنس بروداتيكوس (Prodaticus)، اكتشفه شارب عام 1882
- جنس ريجيمبارتينا (Regimbartina)، اكتشفه شاتاني عام 1911
- جنس رانتاتيكوس (Rhantaticus)، اكتشفه شارب عام 1882
- جنس ساندراكوتوس (Sandracottus)، اكتشفه شارب عام 1882
- جنس سبنكيرهيدروس (Spencerhydrus)، اكتشفه شارب عام 1882
- جنس ستيرنهيدروس (Sternhydrus)، اكتشفه برينك عام 1945
- جنس ثيرمونيكتوس (Thermonectus)، اكتشفه ديجين عام 1833
- جنس تيكولوشانيس (Tikoloshanes)، اكتشفه اومر كوبر عام 1956

الأسرة هيدروديتينا (Hydrodytinae)، اكتشفه ك. ب. ميلر عام 2001
- جنس هيدروديتس (Hydrodytes)، اكتشفه ك. م. ميلر عام 2001
- جنس ميكروهيدروديتس (Microhydrodytes)، اكتشفه ك. م. ميلر عام 2002

الأسرة هيدروبورينا (Hydroporinae)، اكتشفه أيوب عام 1836
- جنس افريكوديتس (Africodytes)، اكتشفه بيستروم عام 1988
- جنس انجوشيدروس (Agnoshydrus)، اكتشفه بيستروم، نيلسون وويوالكا عام 1997
- جنس الوديسوس (Allodessus)، اكتشفه جيجنوت عام 1953
- جنس الوباشريا (Allopachria)، اكتشفه زيمرمان عام 1924
- جنس اماروديتس (Amarodytes)، اكتشفه رجيمبارت عام 1900
- جنس انديكس (Andex)، اكتشفه شارب عام 1882
- جنس انجينوباشريا (Anginopachria)، اكتشفه ويوالكا، بالكا وهيندريتش عام 2001
- جنس انودوشيلوس (Anodocheilus)، اكتشفه بابينجتون عام 1841
- جنس انتيبروس (Antiporus)، اكتشفه شارب عام 1882
- جنس باريتثيدروس (Barretthydrus)، اكتشفه لي عام 1927
- جنس بيديسوديس (Bidessodes)، اكتشفه رجيمبارت عام 1900
- جنس بيديسونوتوس (Bidessonotus)، اكتشفه رجيمبارت عام 1895
- جنس بيديسوس (Bidessus)، اكتشفه شارب عام 1882
- جنس بورنيوديسوس (Borneodessus)، اكتشفه بالك، هيندريتش ومازولدي وبيستروم عام 2002
- جنس براشيفاتوس (Brachyvatus)، اكتشفه زيميرمان عام 1919
- جنس كاليكوفاتيلوس (Calicovatellus)، اكتشفه ك. ب. ميلر ولبكين عام 2001
- جنس كانثيبروس (Canthyporus)، اكتشفه زيميرمان عام 1919
- جنس كارابهدروس (Carabhydrus)، اكتشفه واتس عام 1978
- جنس كلينيا (Celina)، اكتشفه أيوب عام 1837
- جنس شوستونيكتيس Chostonectes)، اكتشفه شارب عام 1882
- جنس كلبيوديتس (Clypeodytes)، اكتشفه رجيمبارت عام 1894
- جنس كولهيدروس (Coelhydrus)، اكتشفه شارب عام 1882
- جنس كومالديسوس (Comaldessus)، اكتشفه سبانجلر وبار عام 1995
- جنس كرينوديسوس (Crinodessus)، اكتشفه ك. ب. ميلر عام 1997
- جنس دارونهيدروس (Darwinhydrus)، اكتشفه شارب عام 1882
- جنس ديرونيكتيس (Deronectes)، اكتشفه شارب عام 1882
- جنس ديروفاتليوس (Derovatellus)، اكتشفه شارب عام 1882
- جنس ديسموباشريا (Desmopachria)، اكتشفه بابينجتون عام 1841
- جنس ديميتشيدروس (Dimitshydrus)، اكتشفه ينو عام 1996
- جنس جيوديسوس (Geodessus)، اكتشفه برانكوكسي عام 1979
- جنس جيبيدسوس (Gibbidessus)، اكتشفه واتس عام 1978
- جنس جليريديسوس (Glareadessus)، اكتشفه ويوالكا وبيستروم عام 1998
- جنس جرابتوديتس (Graptodytes)، اكتشفه سيدليتز عام 1887
- جنس هيديوبوروس (Haideoporus)، اكتشفه يانج ولونجلي عام 1976
- جنس هيميبيديسوس (Hemibidessus)، اكتشفه زيميرمان عام 1921
- جنس هيركوسيراس (Heroceras)، اكتشفه جيجنوت عام 1950
- جنس هيروفيدروس (Heroceras)، اكتشفه شارب عام 1882
- جنس هيتيريدروس (Heterhydrus)، اكتشفه فيرماير عام 1869
- جنس هيتروسترنيوتا (Heterosternuta)، اكتشفه ستراند عام 1935
- جنس هوفاهيدروس (Hovahydrus)، اكتشفه بيستروم عام 1982
- جنس هوكسيلهيدروس (Huxelhydrus)، اكتشفه شارب عام 1882
- جنس هيدروكولوس (Hydrocolus)، اكتشفه رولي ولارسون عام 2000
- جنس هيدروديستوس (Hydrodessus)، اكتشفه ج. بالفور – برون عام 1953
- جنس هيدروجليفوس (Hydrodessus)، اكتشفه موتسشلسكي عام 1853
- جنس هيدروبيبلوس (Hydropeplus)، اكتشفه شارب عام 1882
- جنس هيدروبوروس (Hydroporus)، اكتشفه كلاريفيلي عام 1806
- جنس هيدروفاتوس (Hydrovatus)، اكتشفه موتسشلسكي عام 1853
- جنس هيجروتوس (Hygrotus)، اكتشفه ستيفينس عام 1828
- جنس هيفوبوروس (Hyphoporus)، اكتشفه شارب عام 1882
- جنس هيفوفاتوس (Hyphovatus)، اكتشفه ويوالكا وبيستروم عام 1994
- جنس هيفيدروس (Hyphydrus)، اكتشفه ايليجر عام 1802
- جنس هيبوديسوس Hypodessus، اكتشفه جيجنوت عام 1939
- جنسايبيروبوروس (Iberoporus)، اكتشفه كاسترو وديلجادو عام 2001
- جنس كينتينجكا (Kintingka)، اكتشفه واتس وهمفريس عام 1999
- جنس كوسشيليدروس (Kuschelydrus)، اكتشفه اورديش عام 1976
- جنس لاكورنلوس (Laccornellus)، اكتشفه رولي وولف عام 1987
- جنس لاكورنيس (Laccornis)، اكتشفه جوزيس عام 1914
- جنس ليوديتس (Leiodytes)، اكتشفه جيجنوت عام 1936
- جنس ليمبوديسوس (Limbodessus)، اكتشفه جيجنوت عام 1939
- جنس ليوديسوس (Liodessus)، اكتشفه جيجنوت عام 1939
- جنس ليوبوريوس (Lioporeus)، اكتشفه جيجنوت عام 1950
- جنس ميجابوروس (Megaporus)، اكتشفه برينك عام 1943
- جنس ميتابوروس (Metaporus)، اكتشفه جيجنوت عام 1945
- جنس ميثليس (Methles)، اكتشفه شارب عام 1882
- جنس ميكروديسوس (Microdessus)، اكتشفه يانج عام 1967
- جنس ميكروديتس (Microdytes)، اكتشفه ج. بالفور-برون عام 1946
- جنس موريموتوا (Morimotoa)، اكتشفه ينو عام 1957
- جنستيبريوبوروس (Nebrioporus)، اكتشفه ريجيمبارت عام 1906
- جنس تيكتروسوما (Necterosoma)، اكتشفه و. ج. ماكلي عام 1871
- جنس نيوبيديسوس (Neobidessus)، اكتشفه يانج عام 1967
- جنس نيوكليببيوديتيس (Neoclypeodytes)، اكتشفه يانج عام 1967
- جنس نيوبوروس (Neoporus)، اكتشفه جيجنوت عام 1931
- جنس نيريبرتي (Nirripirti)، اكتشفه واتس وهمفريس عام 2001
- جنس اوريوديتيس (Oreodytes)، اكتشفه سيدليتز عام 1887
- جنس باشيدروس (Pachydrus)، اكتشفه شارب عام 1882
- جنس باشينيكتيس (Pachynectes)، اكتشفه رجيمبارت عام 1903
- جنس بابوديسوس (Papuadessus)، اكتشفه بالك عام 2001
- جنس باروستر (Paroster)، اكتشفه شارب عام 1882
- جنس بيشيتيوس (Peschetius)، اكتشفه جيجنوت عام 1942
- جنس فريتوديسوس (Phreatodessus)، اكتشفه اورديش عام 1976
- جنس بلاتيديتوس (Platydytes)، اكتشفه بيستروم عام 1988
- جنس بورهيدروس (Porhydrus)، اكتشفه جيجنوت عام 1945
- جنس بريموسبيس (Primospes)، اكتشفه شارب عام 1882
- جنس بروكولامبوس (Procoelambus)، اكتشفه ثوبالد عام 1937
- جنس بسيودوفروس (Pseuduvarus)، اكتشفه بيستروم عام 1988
- جنس بتيروبوروس (Pteroporus)، اكتشفه جيجنوت عام 1933
- جنس كويدا (Queda)، اكتشفه شارب عام 1882
- جنس رهيثروديتيس (Rhithrodytes)، اكتشفه بامويل عام 1989
- جنس سانفيليبوديتس (Sanfilippodytes)، اكتشفه فرانسيسكولو عام 1979
- جنس سكاروديتس (Scarodytes)، اكتشفه جوزيس عام 1914
- جنس شيستوميروس (Schistomerus)، اكتشفه بالمر عام 1957
- جنس سيكاليبوروس (Sekaliporus)، اكتشفه واتس عام 1997
- جنس شاربيدروس (Sharphydrus)، اكتشفه اومر كوبر عام 1958
- جنس سياموبوروس (Siamoporus)، اكتشفه سبانجلر عام 1996
- جنس سيتيتيا (Siettitia)، اكتشفه ابيلي دي برين عام 1904
- جنس سينوديتس (Sinodytes)، اكتشفه سبانجلر عام 1996
- جنس ستيونوبريسوس (Sternopriscus)، اكتشفه شارب عام 1882
- جنس ستيكتونيكتس (Stictonectes)، اكتشفه برينك عام 1943
- جنس ستيكتوتارسوس (Stictotarsus)، اكتشفه زيميرمان عام 1919
- جنس ستيجوبوروس (Stygoporus)، اكتشفه رولي ولارسون عام 1994
- جنس سوفروديتس (Suphrodytes)، اكتشفه جوزيس عام 1914
- جنس تيبيوديسوس (Tepuidessus)، اكتشفه سبانجلر عام 1981
- جنس تيراديسوس (Terradessus)، اكتشفه واتس عام 1982
- جنس تيبوروس (Tiporus)، اكتشفه واتس عام 1985
- جنس تريشونيكتس (Trichonectes)، اكتشفه جيجنوت عام 1941
- جنس تروجلوجويجنوتوس (Trogloguignotus)، اكتشفه سانفيليبو عام 1958
- جنس تندالهدروس (Tyndallhydrus)، اكتشفه شارب عام 1882
- جنس تيفلوديسوس (Typhlodessus)، اكتشفه برانكوكسي عام 1985
- جنس اوفاروس (Uvarus)، اكتشفه جيجنوت عام 1939
- جنس فاتيلوس (Vatellus)، اكتشفه أيوب عام 1837
- جنس يولا (Yola)، اكتشفه جوزيس عام 1886
- جنس يولينا (Yolina)، اكتشفه جيجنوت عام 1936

الأسرة لاكوفيلينيا (Laccophilinae)، اكتشفه ليتش عام 1856
- جنس اجابيتس (Agabetes)، اكتشفه كروتش عام 1873
- جنس افريكوفيلوس (Africophilus)، اكتشفه جيجنوت عام 1948
- جنس اوسترالفيلوس (Australphilus)، اكتشفه واتس عام 1978
- جنس جابانولاكوفيلوس (Japanolaccophilus)، اكتشفه ستاو عام 1972
- جنس لاكوديتس (Laccodytes)، اكتشفه رجيمبارت عام 1895
- جنس لكوفلوس (Laccophilus)، اكتشفه ليتش عام 1815
- جنس لاكوبروروس (Laccoporus)، اكتشفه ج. بالفور – برون عام 1939
- جنس لاكوستيرنوس (Laccosternus)، اكتشفه برانكوكسي عام 1983
- جنس نابوديتس (Napodytes)، اكتشفه ستينر عام 1981
- جنس نبتوستيرنوس (Neptosternus)، اكتشفه شارب عام 1882
- جنس فيلاكوليلوس (Philaccolilus)، اكتشفه جيجنوت عام 1937
- جنس فيلاكولوس (Philaccolilus)، اكتشفه جيجنوت عام 1937
- جنس فيلوديتس (Philodytes)، اكتشفه ج. بالفور – برون عام 1939

الأسرة لانسيتينا  (Lancetinae)، اكتشفه براندين عام 1885
- جنس لانسيتس (Lancetes)، اكتشفه شارب عام 1882

الأسرة ماتينيا (Matinae)، اكتشفه براندين عام 1885
- جنس الوماتوس (Allomatus)، اكتشفه متشامب عام 1964
- جنس باتراشوماتوس (Batrachomatus)، اكتشفه كلارك عام 1863
- جنس ماتوس (Matus)، اكتشفه أيوب عام 1836

الأسرة انكيرتيا (Incertae) اكتشفه سيديس
- جنس سيرتوديتس (Cretodytes)، اكتشفه بونومارنكو عام 1977
- جنس بلايوديتس (Palaeodytes)، اكتشفه بونومارنكو عام 1987

## حواش
1. 1 2  Stanisław Adam Ślipiński; Richard A. B. Leschen; John F. Lawrence (23 Dec 2011). "Order Coleoptera Linnaeus, 1758" (PDF). Animal Biodiversity: An Outline of Higher-level Classification and Survey of Taxonomic Richness (بالإنجليزية). 3148 (1): 203–208. ISBN:978-1-86977-849-1. QID:Q21061432.
2. 1 2  Patrice Bouchard; Yves Bousquet; Anthony E Davies; et al. (4 Apr 2011). "Family-group names in Coleoptera (Insecta)". ZooKeys (بالإنجليزية). 88 (88): 1–972. DOI:10.3897/ZOOKEYS.88.807. ISSN:1313-2989. PMC:3088472. PMID:21594053. QID:Q21090281.{{استشهاد بدورية محكمة}}:  صيانة الاستشهاد: دوي مجاني غير معلم (link)
3. ↑  معجم مصطلحات علم الحشرات (بالعربية والإنجليزية)، القاهرة: مجمع اللغة العربية بالقاهرة، 2012، ص. 38، OCLC:1227786909، QID:Q124360300
4. ↑  وليد عبد الغني كعكة (2006). معجم مصطلحات علوم الحشرات والإدارة المتكاملة للآفات: الآفات الحشرية الزراعية و الطبية و البيطرية - إنجليزي - عربي. مطبوعات جامعة الامارات العربية المتحدة (87) (بالعربية والإنجليزية) (ط. 1). العين: جامعة الإمارات العربية المتحدة. ص. 391. ISBN:978-9948-02-125-4. OCLC:1227861266. QID:Q125602383.
5. ↑  De Foliart (2002), Jäch (2003), CSIRO (2004)
6. ↑  Dytiscidae Species List at Joel Hallan's Biology Catalog. Texas A&M University. Retrieved on 7 May 2012. نسخة محفوظة 31 مايو 2017 على موقع واي باك مشين.

## وصلات خارجية
- Video of the dangerous mandibles of a Dytiscidae larva على يوتيوب